# Brzozówka (Mińsk)
Pour les articles homonymes, voir Brzozówka.
Brzozówka (prononciation : [bʐɔˈzufka]) est un village polonais de la gmina de Jakubów dans le powiat de Mińsk de la voïvodie de Mazovie dans le centre-est de la Pologne.

## Histoire
De 1975 à 1998, le village appartenait administrativement à la voïvodie de Siedlce.